# Valkyrjen
Valkyrjen – norweski niszczyciel z końca XIX wieku, pierwszy okręt tej klasy w norweskiej marynarce. Jednostka została zwodowana w 1896 roku w niemieckiej stoczni Schichau w Elblągu i w tym samym roku weszła w skład Królewskiej Norweskiej Marynarki Wojennej. Niszczyciel został wycofany ze służby w 1922 roku i złomowany w roku następnym.

## Projekt i budowa
Na przełomie XIX i XX wieku we wielu flotach pojawiły się okręty przeznaczone do zwalczania torpedowców, zwane początkowo kontrtorpedowcami, a następnie niszczycielami. Pierwszą norweską jednostką tej klasy był zamówiony w niemieckiej stoczni Schichau „Valkyrjen”, którego projekt powstał na bazie torpedowców dywizjonowych (niem. Divisionstorpedoboote) typu D.
„Valkyrjen” zbudowany został w stoczni Schichau w Elblągu. Stępkę okrętu położono w 1895 roku, a zwodowany został w 1896 roku . Fundusze na budowę jednostki pochodziły ze zbiórki przeprowadzonej wśród norweskich kobiet. Nazwa okrętu nawiązywała do pochodzących z mitologii germańskiej walkirii.

## Dane taktyczno-techniczne
Okręt był niszczycielem o długości całkowitej 59,4 metra (57,98 metra między pionami), szerokości 7,42 metra i maksymalnym zanurzeniu 2,59 metra . Wyporność normalna wynosiła 375 ton, a pełna 415 ton . Jednostka napędzana była przez dwie pionowe maszyny parowe potrójnego rozprężania o łącznej mocy 3300 KM, do których parę dostarczały dwa kotły Thornycroft . Prędkość maksymalna napędzanego dwoma śrubami okrętu wynosiła 23 węzły. Okręt zabierał zapas 88 ton węgla, co zapewniało zasięg 3800 Mm przy prędkości 10 węzłów .
Na uzbrojenie artyleryjskie jednostki składały się dwa pojedyncze 12-funtowe działa kalibru 76 mm Armstrong N L/40 oraz cztery pojedyncze 1-funtowe działka kalibru 37 mm Hotchkiss L/45 . Broń torpedową stanowiły dwie pojedyncze wyrzutnie kalibru 450 mm.
Załoga okrętu składała się z 59 oficerów, podoficerów i marynarzy.

## Służba
„Valkyrjen” został wcielony do składu Królewskiej Marynarki Wojennej w 1896 roku . Podczas I wojny światowej niszczyciel był już przestarzały . Okręt wycofano ze składu floty w 1922 roku. Jednostka została złomowana w 1923 roku.